# Ninetta Bartoli
Antonia Bartoli detta Ninetta (Borutta, 24 settembre 1896 – Borutta, 1978) è stata una politica italiana, prima donna ad essere stata eletta sindaca in Italia..

## Biografia
Nata da una famiglia nobile, Ninetta Bartoli (alcune fonti sostengono che avesse come secondo nome "Bartola") ebbe la possibilità di studiare presso l'istituto "Figlie di Maria" di Sassari, la scuola più esclusiva della città.
Avendo deciso di non volersi sposare e di rimanere nel suo paese, si avvicina all'ambiente culturale ecclesiastico locale dopo aver conosciuto il missionario Giovanni Battista Manzella.
Nel 1945, dopo la fine della guerra, divenne segretaria della sezione locale della Democrazia Cristiana. L'anno successivo, quando decise di candidarsi alla carica di sindaco, venne sostenuta dai membri più importanti della DC provinciale, principalmente dalla famiglia Segni.
Vinse le elezioni del 1946 con l'89% dei consensi, 332 voti su 371. A partire da quel momento, restò in carica per 12 anni, fino al 1958, quando il suo partito smise di sostenerla.
Il giorno del suo insediamento scelse di farsi fotografare con indosso il costume tradizionale di Borutta, quello utilizzato nelle occasioni importanti.
Nel corso del suo mandato fece costruire le prime case popolari, le scuole elementari, l'asilo, il cimitero, il Municipio, l'acquedotto e l'impianto fognario. Istituì una cooperativa per la raccolta del latte e per la produzione del formaggio, una casa di riposo, una cooperativa agraria e avviò tutta una serie di iniziative per offrire posti di lavoro qualificati alle donne. Si occupò anche del patrimonio artistico; il restauro del complesso monastico di San Pietro di Sorres avvenne per opera sua, con l'investimento di soldi appartenenti a lei e alla sua famiglia. A partire dal 1955, venne fatta arrivare in quello stesso monastero una comunità di monaci benedettini, l'unica in Sardegna dopo molti secoli.
Morì nel 1978 nel suo paese, a Borutta, dopo aver continuato a lavorare per la comunità anche in seguito alla fine del proprio mandato e ruolo istituzionale. Il comune di Borutta le ha intitolato un premio, dedicato a tutte le donne che si sono contraddistinte in ambito sociale, politico, economico o che hanno partecipato al lavoro in generale.